# Humanité (album)
Pour les articles homonymes, voir Humanité (homonymie).
Pour discographie, voir Discographie de Damien Saez.
Albums de Damien Saez
Lulu
(2017) Ni Dieu ni maître
(2019)
Singles
1. P'tite pute
Sortie : 19 novembre 2018
2. La belle au bois[2]
Sortie : 20 décembre 2018

#humanité est le onzième album studio de Damien Saez, sorti le 30 novembre 2018. Il s'agit d'un simple album successeur de Lulu, paru le 10 mars 2017. Il s'agit aussi du troisième album du Le Manifeste après L'Oiseau Liberté en décembre 2016 et Lulu en mars 2017. Le premier extrait de l'album, intitulé P'tite pute, paraît le 19 novembre 2018 et suscite la polémique.
Cet album est le troisième album issu du projet artistique Le Manifeste.

## Histoire de l'album
Deux albums sont annoncés en août 2016 pour l'automne de la même année. Le premier, L'Oiseau Liberté, composé de deux disques, en décembre 2016 et Lulu, annoncé le 12 février 2017 comme un triple album.
L'album est confirmé le 24 février 2017 sur l'application officielle de l'artiste, Requiem. Le nom et la date officielle de sortie de l'album sont annoncés le 13 septembre 2018 avec l'annonce d'un second album, À Dieu, pour février 2019. La sortie de #humanité est repoussée d'une semaine le 24 octobre.
Les titres de l'album sont dévoilés le 17 novembre 2018. Le premier single, P'tite pute, est publié sur culturecontreculture.fr le 19 novembre. Rapidement, dans les jours qui suivent, le morceau fait largement parler de lui au-delà de la sphère habituelle de l'artiste pour faire scandale dans de nombreux médias et sur les réseaux sociaux, notamment Twitter.

## Album

### Pochette et titre
La pochette est dévoilée le 14 novembre 2018 sur les réseaux sociaux. Elle a été réalisée par Mathieu Morelle. Elle représente une femme blonde, maquillée, vêtue de cuir noir, seins apparents et portant un pendentif orné d’une croix chrétienne. Il s'agit d'Ana Moreau, personnage récurrent dans le projet du manifeste depuis 2016, notamment dans les tableaux cinématographiques ou sur la pochette de l'album Miami en 2013. Cette femme pointe un revolver sur sa tempe de la main droite en se prenant en photo avec un smartphone de l’autre main. La main manucurée d’une seconde femme pointe un autre revolver à l’arrière de sa tête, dans la pénombre. Le fond de l’image est noir, la seule source lumineuse émane de l’écran de l’appareil. Le titre de l’album #humanité est inscrit en blanc, centré en haut de la photo. 
Le titre se compose du mot  « humanité » précédé du symbole « # ». Ce symbole renvoie directement au vocabulaire des réseaux sociaux comme Twitter ou Instagram qui l'utilisent abondamment pour référencer leurs publications. Ce titre fait donc directement référence à ces réseaux que Damien Saez dénonce explicitement dans son album avec les morceaux P'tite pute et Elle aimait se faire liker notamment. Par ce titre, l'artiste présente cette dichotomie avec ces deux notions qu'il oppose radicalement : l'humanisme, qu'il défini dans le morceaux L'humaniste en 2016 et les réseaux sociaux qu'il déteste et qui sont synonymes de décadence selon lui, dans Peuple Manifestant par exemple en 2017.

### Sonorités
L'album arbore une musicalité très rock sombre. De nouvelles sonorités sont présentes dès le premier morceau, Humanité, avec des violons. Le pont rappelle l'ambiance musicale de l'album Debbie (2004).  D'autres morceaux sonnent plus électro comme notamment La belle au bois ou P'tite pute, un morceau rock aux guitares lourdes et aux textes cinglants rappelant musicalement Miami ou J'accuse. Les guerres des mondes rappelle quant à elle une musicalité à la The Doors.

### Thèmes
Dans cet album, Saez dénonce principalement les réseaux sociaux et la dévire de la société liée à cela. Le morceau P'tite pute dénonce un monde à deux vitesses. D'une part une jet-set richissime et hyper-connectée qui méprise et exploite le « peuple de prolo » pour se faire de l'argent : « …Je trinque au Don Pé' que je me suis fait sur ta gueule… », faisant de l'humanitaire pour leur propre image publique. D'autre part un peuple qui se fait manipuler par cette classe sociale supposée supérieure qu'il convoite et admire. Il dénonce également le mépris que l'on porte à la pauvreté tandis que l'on vit de superficialité sur les réseaux sociaux : « Le monde crève sans abri, des tentes sur les trottoirs, toi tu prends des selfies à la larme au regard… », le fait que la population actuelle porte plus d'attention aux célébrités et leur vie surexposées médiatiquement qu'à la pauvreté et aux catastrophes climatiques. Cette dichotomie est à elle-même résumée dans le titre avec « # » et « humanité » associés l’un à l’autre. 
Le thème global est la mondialisation et des dérives néfastes sous-jacentes. Il traite le sujet par le prisme de nombreux autres thèmes découlant de cette mondialisation comme les réseaux sociaux, la surconsommation, le dérèglement climatique, la superficialité sur internet et la pauvreté de la culture qui en émerge, engendrant selon lui la décadence qu'il dénonce. Il dénonce les personnes, hommes comme femmes qui se vendent comme des produits de consommations consciemment ou non sur les réseaux comme Instagram, et l'ensemble des médias. Il qualifie ces derniers de « putes », « putains de collabo » ou encore de « michto ». Cela participe selon lui à appauvrissement de la culture comme il le chantait dans l'album précédent, dans le morceau Peuple Manifestant. Il fait allusion notamment à la célébrité de la télé-réalité Nabilla Benattia dès le début du morceau, « […] je suis la reine des shampoings, la reine des accessoires […] ».
Un thème récurrent chez Saez est également présent : la drogue. Il y fait référence à plusieurs reprises notamment dans La belle au bois, Amour Criminel et L'attentat. Il évoque les drogues de synthèse actuellement prisées par la jeunesse comme la MDMA (ecstasy), la cocaïne et la kétamine.

### Titres
Toutes les chansons sont écrites et composées par Damien Saez.
| 1.      | Humanité                   | 7:28 |
| 2.      | Les guerres des mondes     | 7:23 |
| 3.      | La mort                    | 7:00 |
| 4.      | J'envoie                   | 5:04 |
| 5.      | P'tite pute                | 4:27 |
| 6.      | La belle au bois           | 5:13 |
| 7.      | Amour criminel             | 4:32 |
| 8.      | Elle aimait se faire liker | 3:47 |
| 9.      | L'attentat                 | 4:45 |
| 10.     | Burqa                      | 3:31 |
| 11.     | Ma religieuse              | 7:35 |
| 1:01:30 |                            |      |

## Critiques et controverses

### P'tite pute, premier extrait
Dès sa sortie sur Internet le 19 novembre 2018, P'tite pute, le premier extrait de l’album est reçu négativement par la presse et fait parler de lui sur la toile,. De nombreux médias français divers s'emparent de l'affaire comme Paris Match, LCI, Le Parisien, Le Figaro et BFM TV, etc. Ils l'accusent notamment de misogynie,, et de sexisme et qualifient les paroles de nocives. Tandis que certains soulignent la critique des réseaux sociaux à la base du texte,,, d'autres le qualifient de « vieux réac », soutenant que cette critique des réseaux sociaux et des « influenceuses », ne justifie pas ce discours misogyne,. Cette polémique lui vaudra une place en top tendance Twitter le 21 novembre. Certains y voient une provocation comme pouvait en faire preuve Serge Gainsbourg en son temps.
La Belgique s'empare également du sujet. La chaîne de télévision belge La Deux ou le journal Soir Mag s'indignent des mêmes propos tenus par l'artiste.
Musicalement, plusieurs sources évoquent une copie du tube L'Homme pressé de Noir Désir.

### L'album
JHM en fait une critique très positive en vantant les qualités musicales et les richesses des textes. Musically Yours en fait également une critique positive en déclarant un album fidèle et représentatif de l’artiste à la fois provocateur et rock.

## Charts
#humanité se classe premier des ventes d'album sur iTunes dès le jour de sa sortie et dixième dans les charts françaises la première semaine.

## Affiche détournée et retouchée dans le métro parisien
Comme à son habitude, les affiches des albums de Saez sont censurées de manière récurrente dans le métro parisien. En 2010, le réseau ferré interdit la photo J'accuse de Jean-Baptiste Mondino, représentant une femme nue dans un caddie. En 2013, même chose avec l'affiche de Miami qui est retirée des couloirs. En 2018, la RATP ne censure pas l’affiche totalement mais recadre l'image de façon à masquer les éléments importants de la photo à savoir le revolver, les seins nus et le pendentif en croix, dans le but de rendre l'image présentable dans le métro mais en détruisant son message initial. Le revolver est même retouché afin de ne plus apparaître dans le cadrage.

## Musiciens
- Damien Saez : guitare, chant, piano
- Franck Phan : guitare, percussions, orchestration, cabasa, clavier, programmation, omnichord
- James Eller : basse
- Denis Benarrosh : percussions, batterie
- Nicolas Stevens : orchestration
- Mark Steylaerts : chef d'orchestre
- MC 16 : clavier talk box, clavier
- Geoff Dugmore : batterie, percussions
- Maxime Garoute : batterie
- Théo Cholbi : batterie